# Lätt tungvikt i grekisk-romersk stil i brottning vid olympiska sommarspelen 1992
Herrarnas brottningsturnering i grekisk-romersk stil i viktklassen lätt tungvikt vid olympiska sommarspelen 1992 avgjordes i Barcelona i Institut Nacional d'Educació Física de Catalunya. 

## Medaljörer
| Klass         | Guld                     | Silver                | Brons                  |
| Lätt tungvikt | Maik Bullmann · Tyskland | Hakkı Başar · Turkiet | Gogi Koguashvili · OSS |

## Resultat
- TO — Vinst genom fall
- SP — Vinst genom överlägsenhet, 12-14 poängs skillnad, förloraren med poäng
- SO — Vinst genom överlägsenhet, 12-14 poängs skillnad, förloraren utan poäng
- ST — Vinst genom teknisk överlägsenhet, 15 poäng skillnad
- PP — Vinst genom poäng, förloraren med tekniska poäng
- PO — Vinst genom poäng, förloraren utan tekniska poäng
- PA — Vinst genom att motståndaren skadas
- DQ — Vinst genom förverkande
- D2 — Båda brottarna diskvalificerade på grund av passivitet  (0-0 poäng)
- DNA — Dök inte upp
- L — Förluster
- ER — Elimineringsrunda
- CP — Klassificeringspoäng
- TP — Tekniska poäng

- PA — Vinst genom att motståndaren skadats

### Elimineringsrunda

#### Pool A
| L        |                               | CP       | TP       |                               | L        |          |
| Omgång 1 | Omgång 1                      | Omgång 1 | Omgång 1 | Omgång 1                      | Omgång 1 | Omgång 1 |
| -------- | ----------------------------- | -------- | -------- | ----------------------------- | -------- | -------- |
| 0        | Tibor Komáromi (HUN)          | 3-1 PP   | 2-1      | Harri Koskela (FIN)           | 1        |          |
| 0        | Hakkı Başar (TUR)             | 3-1 PP   | 2-1      | Gogi Koguashvili (EUN)        | 1        |          |
| 0        | Ivaylo Yordanov (BUL)         | 3-1 PP   | 5-1      | lordanis Konstandinidis (GRE) | 1        |          |
| 1        | Salvatore Campanella (ITA)    | 1-3 PP   | 1-5      | Michial Foy (USA)             | 0        |          |
| 0        | Henri Meiss (FRA)             | 3-0 PO   | 1-0      | Pajo Ivošević (IOP)           | 1        |          |
| Omgång 2 |                               |          |          |                               |          |          |
| 1        | Tibor Komáromi (HUN)          | 0-0 D2   | 0-0      | Hakkı Başar (TUR)             | 1        |          |
| 2        | Harri Koskela (FIN)           | 1-3 PP   | 1-2      | Gogi Koguashvili (EUN)        | 1        |          |
| 1        | Ivaylo Yordanov (BUL)         | 1-3 PP   | 2-3      | Salvatore Campanella (ITA)    | 1        |          |
| 1        | lordanis Konstandinidis (GRE) | 3-1 PP   | 6-1      | Henri Meiss (FRA)             | 1        |          |
| 0        | Michial Foy (USA)             | 3-1 PP   | 4-3      | Pajo Ivošević (IOP)           | 2        |          |
| Omgång 3 |                               |          |          |                               |          |          |
| 2        | Tibor Komáromi (HUN)          | 1-3 PP   | 2-3      | Gogi Koguashvili (EUN)        | 1        |          |
| 1        | Hakkı Başar (TUR)             | 3-1 PP   | 2-1      | Ivaylo Yordanov (BUL)         | 2        |          |
| 2        | lordanis Konstandinidis (GRE) | 1-3 PP   | 2-4      | Salvatore Campanella (ITA)    | 1        |          |
| 0        | Michial Foy (USA)             | 4-0 TO   | 2:12     | Henri Meiss (FRA)             | 2        |          |
| Omgång 4 |                               |          |          |                               |          |          |
| 1        | Hakkı Başar (TUR)             | 4-0 TO   | 1:25     | Salvatore Campanella (ITA)    | 2        |          |
| 1        | Gogi Koguashvili (EUN)        | 3-1 PP   | 10-6     | Michial Foy (USA)             | 1        |          |
| Omgång 5 |                               |          |          |                               |          |          |
| 1        | Hakkı Başar (TUR)             | 3-1 PP   | 4-3      | Michial Foy (USA)             | 2        |          |
| 1        | Gogi Koguashvili (EUN)        |          |          | Bye                           |          |          |

| Brottare                      | L | ER | CP | Tiebreaker |
| ----------------------------- | - | -- | -- | ---------- |
| Hakkı Başar (TUR)             | 1 | -  | 13 | 3          |
| Gogi Koguashvili (EUN)        | 1 | -  | 10 | 1          |
| Michial Foy (USA)             | 2 | 5  | 12 |            |
| Salvatore Campanella (ITA)    | 2 | 4  | 7  |            |
| Ivaylo Yordanov (BUL)         | 2 | 3  | 5  |            |
| lordanis Konstandinidis (GRE) | 2 | 3  | 5  |            |
| Tibor Komáromi (HUN)          | 2 | 3  | 4  |            |
| Henri Meiss (FRA)             | 2 | 3  | 4  |            |
| Harri Koskela (FIN)           | 2 | 2  | 2  |            |
| Pajo Ivošević (IOP)           | 2 | 2  | 1  |            |

#### Pool B
| L        |                                | CP       | TP       |                                | L        |          |
| Omgång 1 | Omgång 1                       | Omgång 1 | Omgång 1 | Omgång 1                       | Omgång 1 | Omgång 1 |
| -------- | ------------------------------ | -------- | -------- | ------------------------------ | -------- | -------- |
| 0        | Ueon Jin-Han (KOR)             | 3-0 PO   | 1-0      | Yasutoshi Moriyama (JPN)       | 1        |          |
| 0        | Mikael Ljungberg (SWE)         | 3-0 PO   | 1-0      | Reynaldo Peña (CUB)            | 1        |          |
| 0        | Franz Marx (AUT)               | 3-0 PO   | 5-0      | Mohamed Naouar (TUN)           | 1        |          |
| 0        | Maik Bullmann (GER)            | 3-0 PO   | 5-0      | Moustafa Ramadan Hussein (EGY) | 1        |          |
| 0        | Hassan Babak (IRI)             |          |          | Bye                            |          |          |
| Omgång 2 |                                |          |          |                                |          |          |
| 0        | Hassan Babak (IRI)             | 3-0 PO   | 2-0      | Ueon Jin-Han (KOR)             | 1        |          |
| 2        | Yasutoshi Moriyama (JPN)       | 0-3 PO   | 0-5      | Mikael Ljungberg (SWE)         | 0        |          |
| 1        | Reynaldo Peña (CUB)            | 3-1 PP   | 4-3      | Franz Marx (AUT)               | 1        |          |
| 2        | Mohamed Naouar (TUN)           | 0-4 ST   | 0-16     | Maik Bullmann (GER)            | 0        |          |
| 1        | Moustafa Ramadan Hussein (EGY) |          |          | Bye                            |          |          |
| Omgång 3 |                                |          |          |                                |          |          |
| 0        | Hassan Babak (IRI)             | 3-1 PP   | 2-1      | Moustafa Ramadan Hussein (EGY) | 2        |          |
| 2        | Ueon Jin-Han (KOR)             | 0-3 PO   | 0-8      | Reynaldo Peña (CUB)            | 1        |          |
| 0        | Mikael Ljungberg (SWE)         | 3-1 PP   | 4-1      | Franz Marx (AUT)               | 2        |          |
| 0        | Maik Bullmann (GER)            |          |          | Bye                            |          |          |
| Omgång 4 |                                |          |          |                                |          |          |
| 0        | Maik Bullmann (GER)            | 3-0 PO   | 4-0      | Mikael Ljungberg (SWE)         | 1        |          |
| 0        | Hassan Babak (IRI)             | 3-0 PO   | 2-0      | Reynaldo Peña (CUB)            | 2        |          |
| Omgång 5 |                                |          |          |                                |          |          |
| 0        | Maik Bullmann (GER)            | 3-1 PP   | 3-1      | Hassan Babak (IRI)             | 1        |          |
| 1        | Mikael Ljungberg (SWE)         |          |          | Bye                            |          |          |
| Omgång 6 |                                |          |          |                                |          |          |
| 1        | Mikael Ljungberg (SWE)         | 3-0 PO   | 2-0      | Hassan Babak (IRI)             | 2        |          |
| 0        | Maik Bullmann (GER)            |          |          | Bye                            |          |          |

| Brottare                       | L | ER | CP |
| ------------------------------ | - | -- | -- |
| Maik Bullmann (GER)            | 0 | -  | 13 |
| Mikael Ljungberg (SWE)         | 1 | -  | 12 |
| Hassan Babak (IRI)             | 2 | 6  | 10 |
| Reynaldo Peña (CUB)            | 2 | 4  | 6  |
| Franz Marx (AUT)               | 2 | 3  | 5  |
| Ueon Jin-Han (KOR)             | 2 | 3  | 3  |
| Moustafa Ramadan Hussein (EGY) | 2 | 3  | 1  |
| Yasutoshi Moriyama (JPN)       | 2 | 2  | 0  |
| Mohamed Naouar (TUN)           | 2 | 2  | 0  |

### Finalomgångarna
|                            | CP        | TP        |                        |           |
| 9:e plats                  | 9:e plats | 9:e plats | 9:e plats              | 9:e plats |
| -------------------------- | --------- | --------- | ---------------------- | --------- |
| Ivaylo Yordanov (BUL)      | DNA       |           | Franz Marx (AUT)       |           |
| 7:e plats                  |           |           |                        |           |
| Salvatore Campanella (ITA) | 0-4 DQ    |           | Reynaldo Peña (CUB)    |           |
| 5:e plats                  |           |           |                        |           |
| Michial Foy (USA)          | 0-4 ST    | 1-17      | Hassan Babak (IRI)     |           |
| Bronsmatch                 |           |           |                        |           |
| Gogi Koguashvili (EUN)     | 3-0 PO    | 2-0       | Mikael Ljungberg (SWE) |           |
| Final                      |           |           |                        |           |
| Hakkı Başar (TUR)          | 0-3 PO    | 0-5       | Maik Bullmann (GER)    |           |